# Fargesia porphyrea
Fargesia porphyrea är en gräsart som beskrevs av Tong Pei Yi. Fargesia porphyrea ingår i släktet bergbambusläktet, och familjen gräs. Inga underarter finns listade i Catalogue of Life.